# Ravine de Petite-Île
La ravine de Petite-Île est une ravine française de l'île de La Réunion, département d'outre-mer dans le sud-ouest de l'océan Indien. Intermittent, le cours d'eau auquel elle sert de lit coule du nord vers le sud avant de se jeter dans l'océan Indien. Ce faisant, elle sert d'abord de frontière entre les territoires des communes de Petite-Île et de Saint-Pierre avant de traverser la première en passant à l'est de son centre-ville.